# Mirkovo
Mirkovo (Bulgaars: Мирково) is een dorp en gemeente in het westen van Bulgarije in de oblast Sofia. Op 31 december 2020 telde het dorp Mirkovo 1.483 inwoners, terwijl de gemeente Mirkovo, samen met 10 nabijgelegen dorpen, 2.365 inwoners had. Het dorp ligt 62 km ten oosten van Sofia, 20 km van Pirdop en 36 km van de stad Panagjoerisjte.

## Geschiedenis
Het gebied rondom Mirkovo is sinds het Neolithicum bewoond, met de Thraciërs en Romeinen die het in de oudheid bevolkten en de Slaven en Bulgaren in de Middeleeuwen, toen het deel uitmaakte van het Eerste Bulgaarse Rijk en het Tweede Bulgaarse Rijk.
Het dorp zelf werd echter voor het eerst genoemd in Ottomaanse registers in 1430 en 1751 als Mirkuva; de naam zou afkomstig zijn van de Zuid-Slavische voornaam Mirko met het achtervoegsel -ovo voor plaatsnamen. Een kloosterschool werd opgericht in 1825, tijdens de heropleving van het Bulgaarse nationalisme, en de lokale bevolking nam actief deel aan de bevrijding van Bulgarije.

## Geografie
De gemeente Mirkovo ligt in het oostelijke deel van de oblast Sofia. Met een oppervlakte van 207,876 vierkante kilometer is het de dertiende van de 22 gemeenten van de oblast (2,94% van het grondgebied). De grenzen zijn als volgt:
- in het westen - de gemeente Elin Pelin en de gemeente Gorna Malina;
- in het noorden - gemeente Etropole;
- in het oosten - de gemeente Tsjelopetsj en de gemeente Tsjavdar;
- in het zuidoosten - gemeente Zlatitsa;
- in het zuiden - gemeente Panagjoerisjte, oblast Pazardzjik;
- in het zuidwesten - gemeente Ichtiman.

## Bevolking
Op 31 december 2020 telde het dorp Mirkovo 2.365 inwoners, waarvan 1.208 mannen en 1.157 vrouwen. Alhoewel de bevolking van het dorp Mirkovo tussen 1934 en 1985 vrij stabiel gebleven was en rond de 2.100 en 2.300 inwoners schommelde, is er vanaf 1985 een sterke bevolkingsafname waarneembaar. De gemeente Mirkovo heeft sinds 1946 te kampen met een bevolkingskrimp als gevolg van emigratie naar grotere steden in Bulgarije en het buitenland, maar ook vanwege een negatieve natuurlijke aanwas. 
| Bevolkingsontwikkeling tussen 1934 en 2020          |
| --------------------------------------------------- |
|                                                     |
| Bron: Nationaal Statistisch Instituut van Bulgarije |

De volkstelling van 2011 telde 2.227 etnische Bulgaren (±93%), zo'n 152 Roma (±6%) en 8 etnische Turken in de gemeente Mirkovo. Het dorp Mirkovo telde 1.432 etnische Bulgaren (±92%) en 106 Roma (±7%). 
| Etnische groep   | volkstelling 1992 | volkstelling 1992 | volkstelling 2001 | volkstelling 2001 | volkstelling 2011 | volkstelling 2011 | volkstelling 2011  |
| Etnische groep   | Aantal            | %                 | Aantal            | %                 | Aantal            | % (totaal)        | % (gespecificeerd) |
| ---------------- | ----------------- | ----------------- | ----------------- | ----------------- | ----------------- | ----------------- | ------------------ |
| Bulgaren         | 3.438             | 97,28             | 2.877             | 90,50             | 2.227             | 87,68             | 92,71              |
| Turken           | 5                 | 0,14              | 22                | 0,69              | 8                 | 0,31              | 0,33               |
| Roma             | 78                | 2,21              | 188               | 5,91              | 152               | 5,98              | 6,32               |
| Andere groepen   | 13                | 0,37              | 7                 | 0,22              | 4                 | 0,16              | 0,17               |
| Onbekend         | 0                 | 0,00              | 75                | 2,36              | 11                | 0,43              | 0,45               |
| Ongespecificeerd | .                 | .                 | 10                | 0,31              | 138               | 5,43              | .                  |
| Totaal           | 3.534             | 100,00            | 3.179             | 100,00            | 2.540             | 100,00            | 100,00             |

### Religie

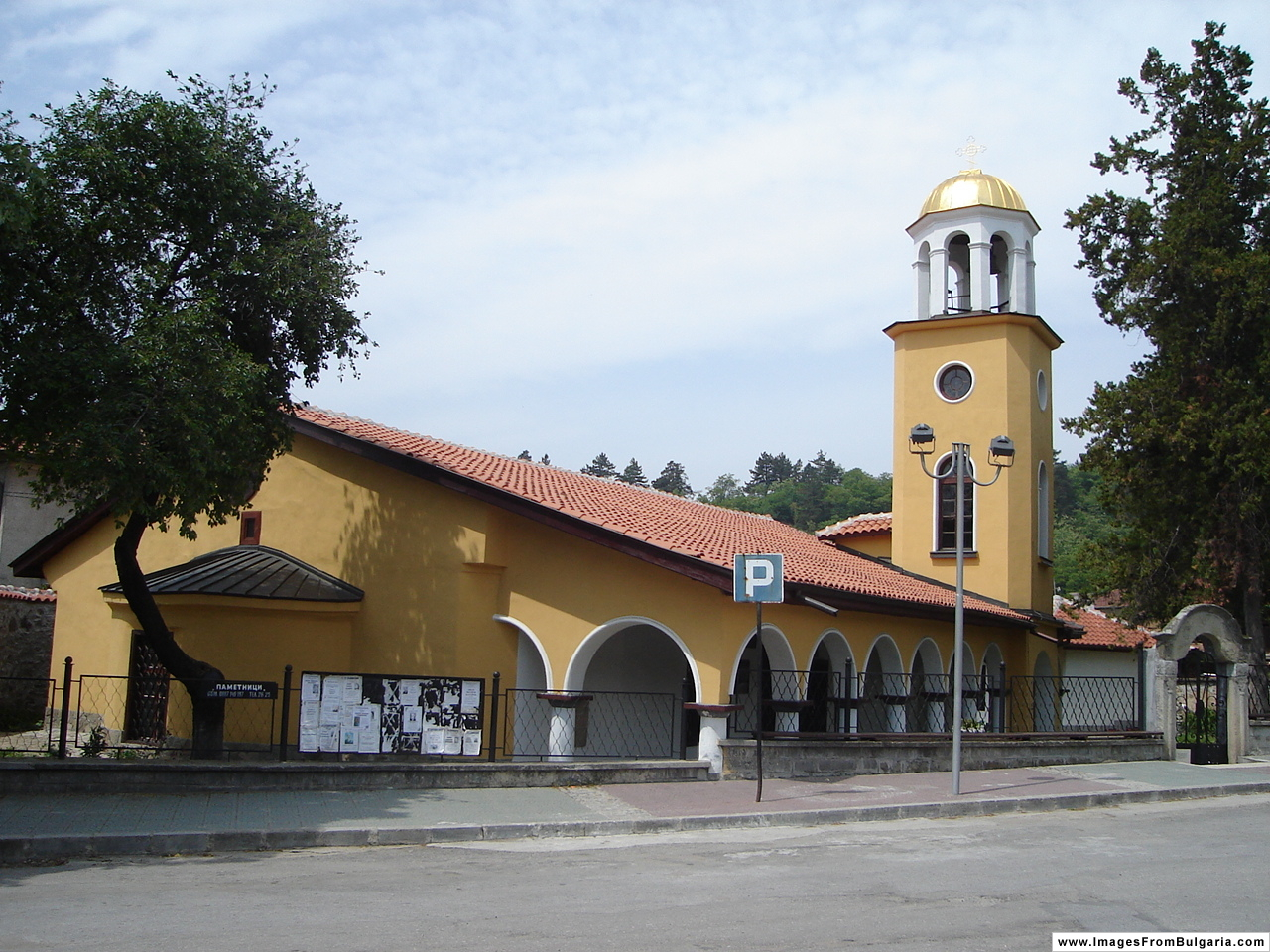
Een kerk in Mirkovo

Een overgrote meerderheid van de bevolking is christelijk. De Bulgaars-Orthodoxe Kerk heeft de grootste aanhang (ruim 88% van de bevolking). Verder leven er kleine aantallen protestanten, vooral zigeuners, in totaal zo'n 2% van de bevolking. De rest van de bevolking heeft geen religieuze overtuiging.
| Religieuze samenstelling in februari 2011 | Religieuze samenstelling in februari 2011 | Religieuze samenstelling in februari 2011 | Religieuze samenstelling in februari 2011 | Religieuze samenstelling in februari 2011 |
| ----------------------------------------- | ----------------------------------------- | ----------------------------------------- | ----------------------------------------- | ----------------------------------------- |
|                                           |                                           |                                           |                                           |                                           |
| Bulgaars-Orthodoxe Kerk                   | Bulgaars-Orthodoxe Kerk                   |                                           | 87,3%                                     | 87,3%                                     |
| Katholieke Kerk                           | Katholieke Kerk                           |                                           | 0,5%                                      | 0,5%                                      |
| Protestantisme                            | Protestantisme                            |                                           | 1,7%                                      | 1,7%                                      |
| Islam                                     | Islam                                     |                                           | 0,0%                                      | 0,0%                                      |
| Geen                                      | Geen                                      |                                           | 5,4%                                      | 5,4%                                      |
| Anders/ Onbekend                          | Anders/ Onbekend                          |                                           | 5,1%                                      | 5,1%                                      |

## Economie

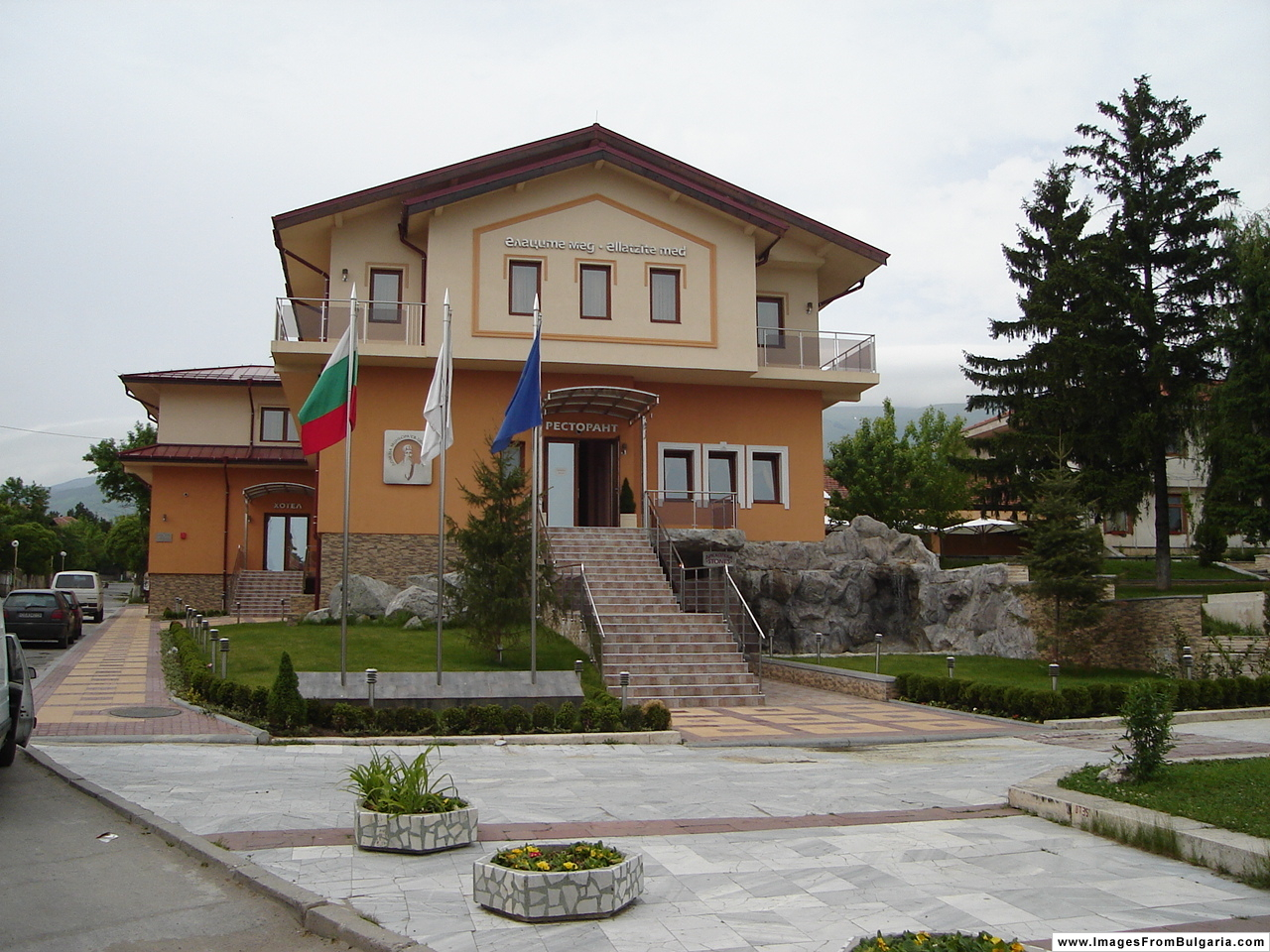
Hotel in het centrum van het dorp

De meeste inwoners leven van de landbouw. Er zijn geen grote industriële bedrijven

## Kernen
De gemeente Mirkovo bestaat uit de onderstaande elf dorpen, met aantal inwoners in 2011:
- Benkovski (Бенковски), 133 inwoners
- Boenovo (Буново), 349 inwoners
- Brestaka, 17 inwoners (onderdeel van (Kamenitsa)
- Chvartsjil, 5 inwoners (ook onderdeel van Kamenitsa)
- Ilinden, 7 inwoners (ook onderdeel van Kamenitsa)
- Kamenitsa (Каменица), 64 inwoners
- Mirkovo, de hoofdplaats, 1664 inwoners
- Plazisjte (Плъзище), geen inwoners
- Prespa, geen inwoners
- Smolsko (Смолско), 298 inwoners
- Tsjerkovisjte, 3 inwoners (ook onderdeel van Kamenitsa)

Anton ·
Bozjoerisjte ·
Botevgrad ·
Dolna Banja ·
Dragoman ·
Elin Pelin ·
Etropole ·
Godetsj ·
Gorna Malina ·
Ichtiman ·
Koprivsjtitsa ·
Kostenets ·
Kostinbrod ·
Mirkovo ·
Pirdop ·
Pravets ·
Samokov ·
Slivnitsa ·
Svoge ·
Tsjavdar ·
Tsjelopetsj ·
Zlatitsa